# Scaeva selenitica
Scaeva selenitica (лат.) — вид мух-журчалок Европы из подсемейства Syrphinae.

## Описание
Взрослая особь длиной от 12 до 15 мм, длина крыльев 10—13 мм.

## Экология и местообитания
Мухи населяют пустоши и луга.

### Питание
Взрослые мухи питаются нектаром и пыльцой следующих растений: представители астровых (Asteraceae), звездчатка жестколистная (Stellaria holostea), щавель туполистный (Rumex obtusifolius) и пыльца ивы серой (Salix cinerea).
Личинки — хищники, и в основном питаются тлёй, охотясь на соснах (Pinus).

## Галерея

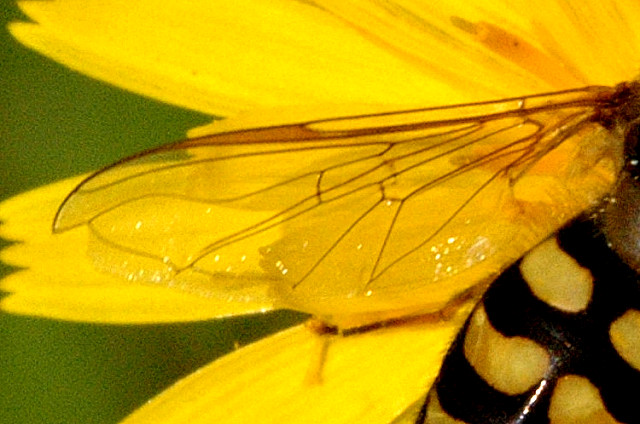
Крыло